# Dagerrotypi

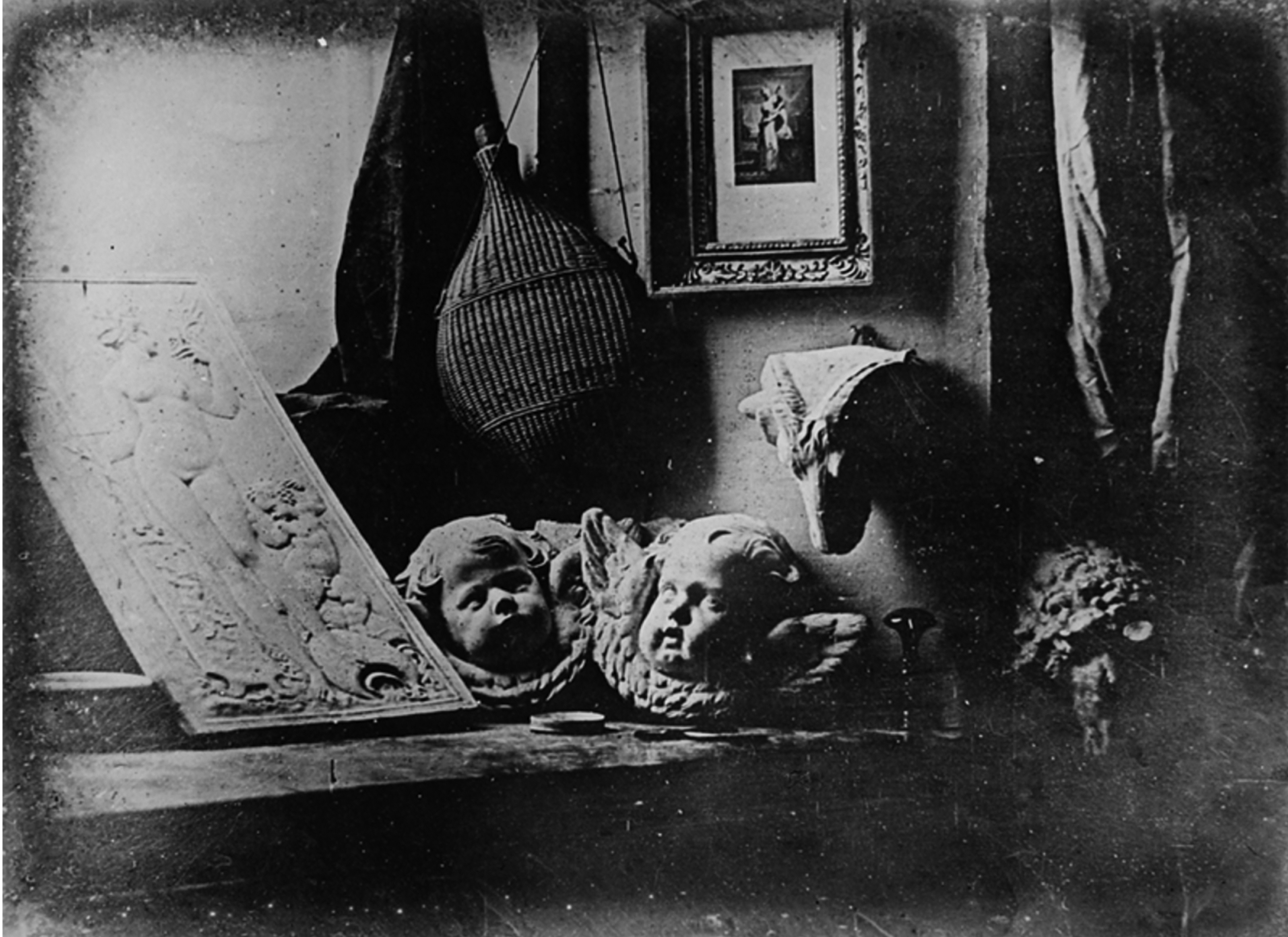
Bilden visar den äldsta bevarade dagerrotypin, tagen av Daguerre själv år 1837.

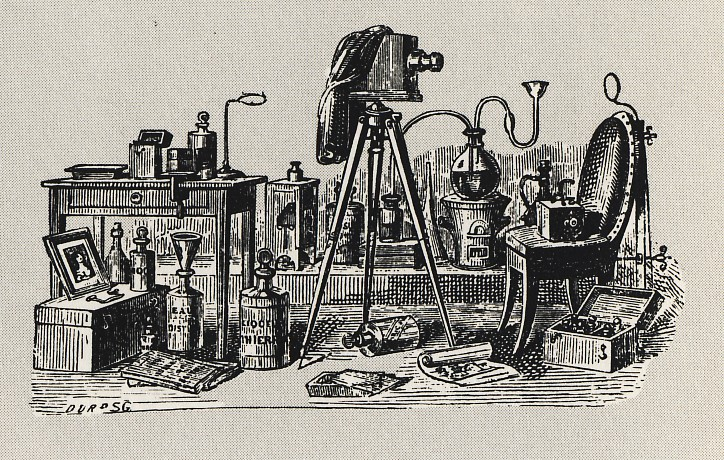
Kamerautrustning anno 1850.

Dagerrotypi, tidigare även stavat daguerreotypi, är en tidig fotoprocess, uppfunnen av Louis Daguerre tillsammans med Nicéphore Niépce, där bilden formas i amalgam (en legering av silver och kvicksilver) på en tunn silverplåt som valsats ihop med ett tjockare kopparunderlag.
Uppfinningen såldes 1839 av Daguerre till franska staten mot en livstidspension till honom och den då avlidne Niépces änka, och man valde att "skänka uppfinningen till mänskligheten" i en högtidlig ceremoni. Dagerrotypin användes flitigt, i synnerhet för porträtt, men även för arkitektur-, krigs- och astronomisk fotografering ända till 1860-talet. Nackdelarna med processen var att den krävde dyrbara material och att oxideringen av silvret måste förhindras genom att dagerrotypin bevaras bakom en glasskiva i en förseglad ram eller etui. Bilden består av lösa silveramalgam-kristaller, små som pulverkorn, som ligger på silverplåtens yta. Bilden är mycket känslig för beröring, bara att vidröra den med sina fingrar kunde göra att innehållet och kvaliteten i bilden försvann helt.
De tidiga dagerrotypikamerorna hade objektiv som gjordes av Chevalier i Paris och dessa släppte inte in så mycket ljus, varför exponeringstiderna blev långa och speciella nack- och huvudstöd behövde användas för att förhindra att motivet rörde sig under de långa exponeringstiderna. De som avporträtterades kunde också ta hjälp av pelare och styva kuddar för att stabilisera kroppen.
Petzval, en matematiker, konstruerade ett objektiv med större öppning i förhållande till kamerans längd. Det gav bilder som är skarpa i mitten men suddiga mot kanterna. Med hjälp av detta objektiv samt genom att använda silverbromid blev exponeringstiderna kortare. Voigtländer gjorde en helmetallkamera med en mindre bildyta. Ju mindre bilden är i en kamera desto ljusare blir den. Således reducerades exponeringstiderna ner till några sekunder.

## Stavning i svenskan
I Svenska Akademiens ordlista över svenska språket (SAOL) fanns förr även stavningen daguerrotypi upptagen, men sedan den 14:e upplagan från 2015 finns bara dagerrotypi noterat.

## Process
Till framställningen av en dagerreotypi använde man en kopparplåt som var belagd med ett blankpolerat silverskikt. Silverskiktet utsattes i ett mörkt rum för jodångor, så att en gulaktig och ljuskänslig hinna av silverjodid bildades. Plåten placerades sedan i en camera obscura och exponerades. Beroende på dagsljusets intensitet kunde det ta upp till femton minuter. Ju mindre kamerans bildyta är, desto kortare blir exponeringstiderna. En niondels plåt tog 10 till 90 sekunder att ta.

## Exponeringstider

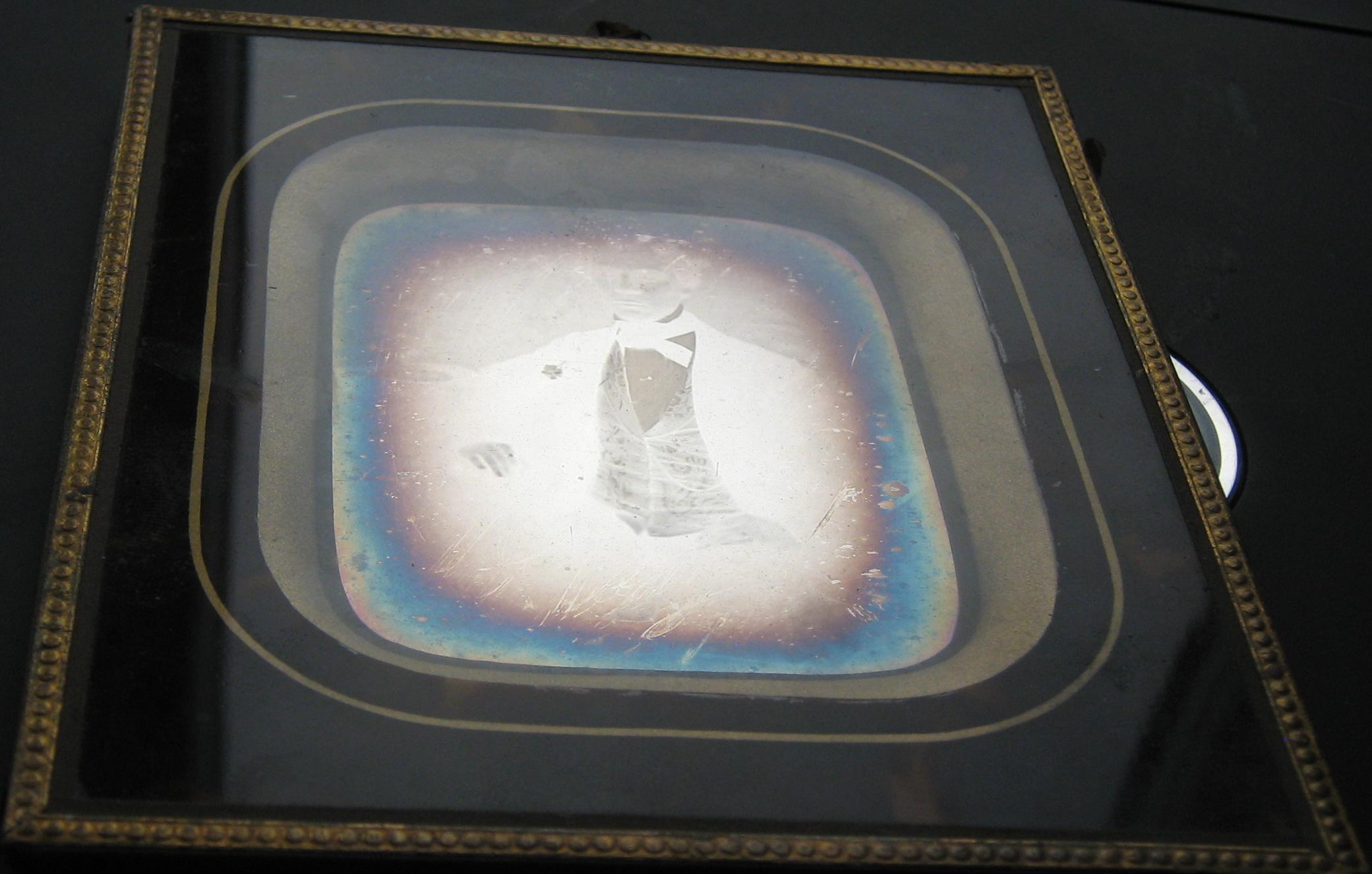
Daguerrotypiporträtt av en okänd man, som visar teknikens speciella drag, hur den tenderar till att reflektera snett infallande ljus och bli negativ, och hur silverplåten oxideras av inträngande syre i kanterna.

Det allra första självporträttet tagen med dagerrotypi exponerades i cirka femton minuter. (Eder) Faktorer som gjorde exponeringen kortare var:
- att man gjorde kamerans bildyta mindre för att det infallande ljuset skulle ge en ljusare bild (Voigtländers 1840 uppfunna lilla metallkamera gav exponeringstider på ner till 15 sekunder; underexponerade bilder med mörka skuggor kunde man få med exponeringstider på endast två sekunder),
- att man började använda silverbromid som är ljuskänsligare än silverjodid och
- att man övergick från Chevaliers ljussvaga objektiv till Petzvals objektiv som hade större öppning och släppte in mer ljus.

Under exponeringen förändras silverjodiden kemiskt så att en osynlig latent bild formas. Silversalterna genomgår då en förändring så att vid senare kemisk framkallning kommer endast de silversalter som exponeras för ljuset att kemiskt reduceras till metallisk silver. Detta är gemensamt för alla silverbaserade fotografiska processer (kollodium och även gelatin/silver).
Efter exponeringen lades plåten i en mörk, tättslutande låda där den utsattes för (giftiga) kvicksilverångor. Kvicksilver i form av amalgam fastnade då på de delar av plåten som belysts. Ytskiktet fixerades sedan med en varm lösning av natriumsulfat, varpå de obelysta partierna tvättades bort.
Man erhöll så en positiv, men spegelvänd bild i ett enda exemplar, där de ljusa partierna (högdagrar) bestod av de vita partiklarna av kvicksilveramalgam, medan de mörka partierna utgjordes av den blankpolerade silverytan. De mörka partierna syntes bara om de speglades i en svart yta, därför förvarades en dagerreotyp gärna i ett etui som var klätt med svart sammet. Etuiet var en kvarleva från sådana som användes för att bevara miniatyrporträtt.
Man kunde få extra kopior genom att fotografera av originalet.
Ytan var känslig för mekanisk påverkan. Att ta på plåtens yta med ett finger gjorde att bilden försvann. Det var därför nödvändigt att bevara dagerreotyper under glas i ett etui eller ram. De långa exponeringstiderna försvårade fotografering av utomhusmotiv, eftersom rörliga föremål förorsakade rörelseoskärpa, men de föremål som blev stilla blev reproducerade med en detaljrikedom som överträffade senare fotografiska processer.
En komplett utrustning för en kringresande porträttdagerreotypist innehöll kamera, objektiv, kassetter, plåtar, polerredskap, olika kemikalier, trälåda (för joderingen), ramar, kamerastativ och nackstöd (för personen som skulle avbildas). Kopparplåtarna var tunga och fanns i storlekar från 16,5 gånger 21,5 centimeter (helplåt) ner till 3,5 gånger 4 centimeter (sextondelsplåt). Det var kopparplåtarna som gav namn åt de senare glas-”plåtarna” och till dagens uttryck ”att plåta”.

## Galleri

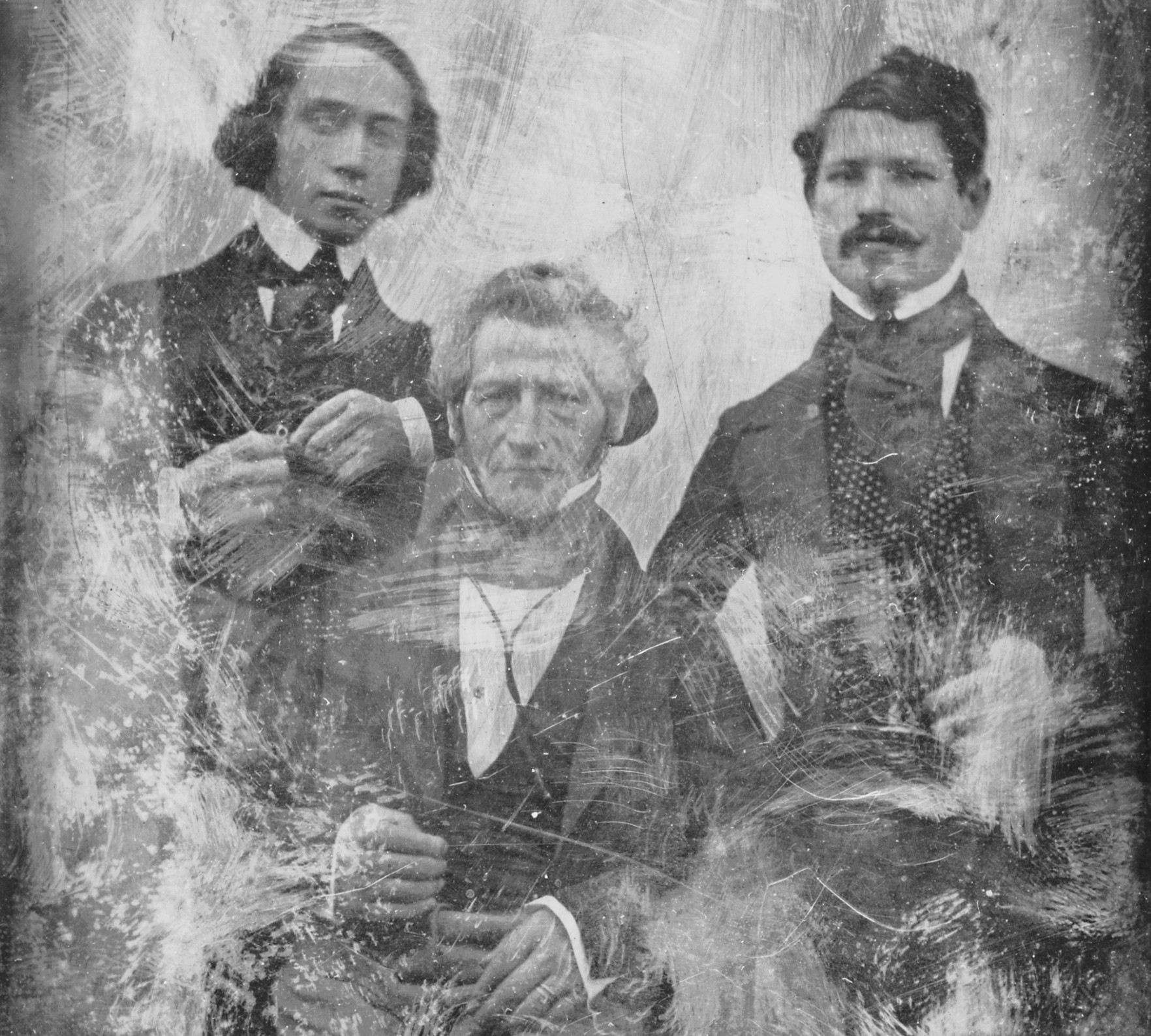
Salomon Ludvig Lamm med söner 1841.
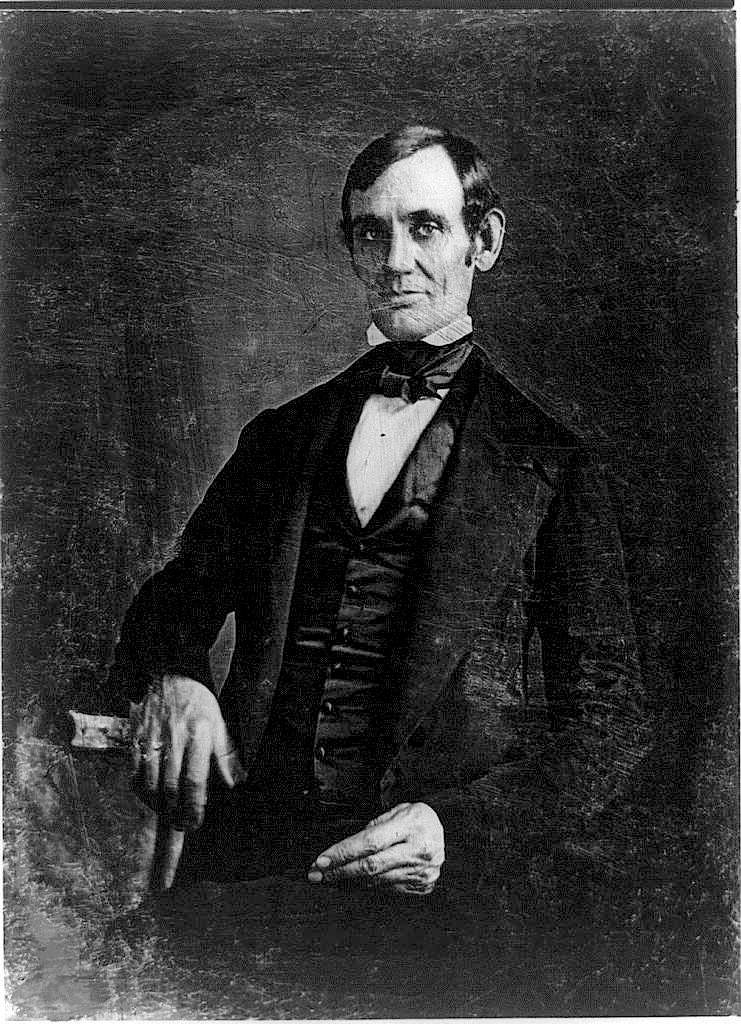
Dagerrotypi-porträtt av Abraham Lincoln 1846 eller 1848
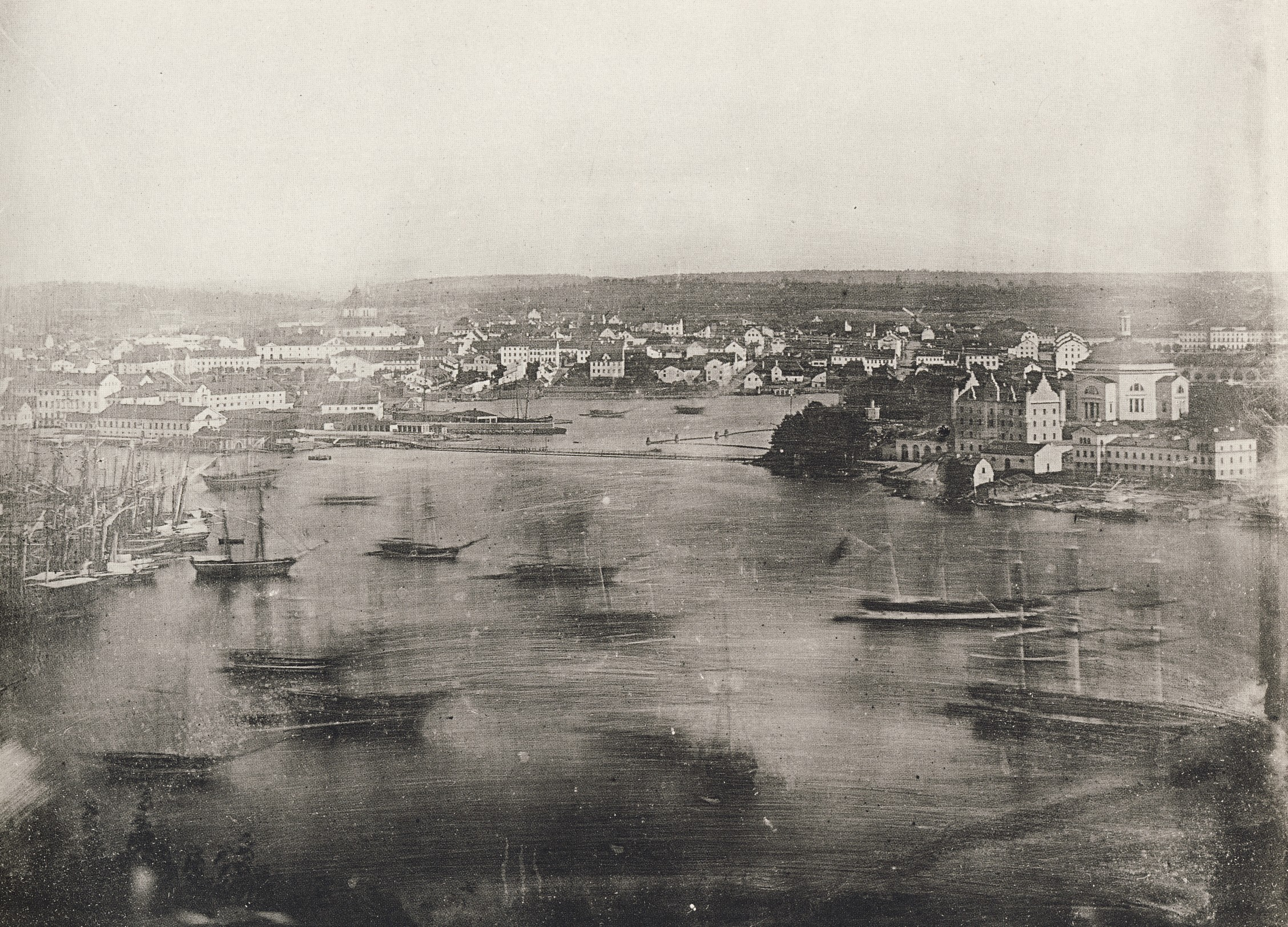
Vy över Stockholm och Skeppsholmen från Mosebacke torg omkring 1846
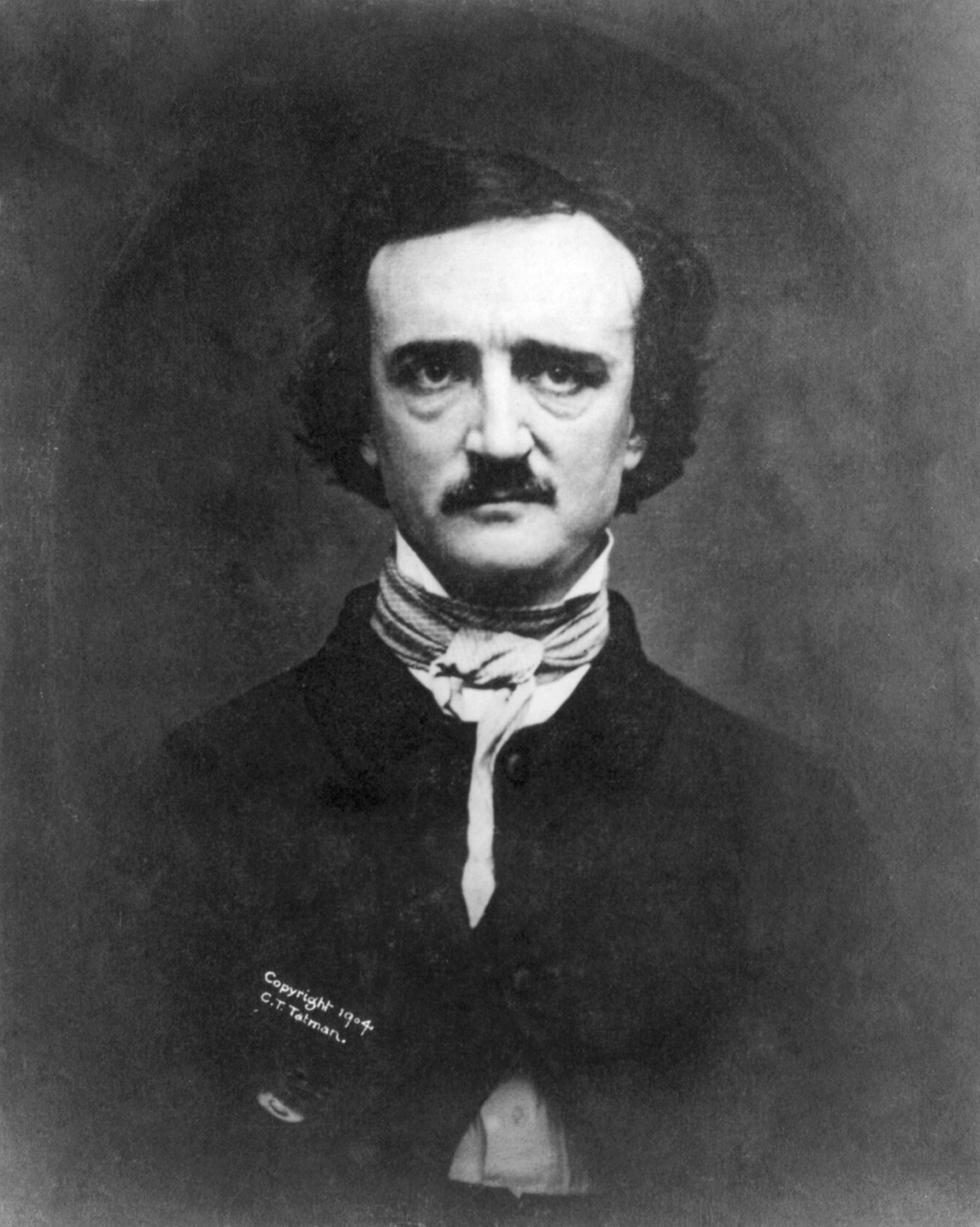
Dagerrotypi-porträtt av Edgar Allan Poe 1848, en kort tid före hans död
Dagerreotypi-porträtt av Magnus Brahe taget cirka 1844